# Titanattus cretatus
Titanattus cretatus är en spindelart som beskrevs av Arthur M. Chickering 1946. Titanattus cretatus ingår i släktet Titanattus och familjen hoppspindlar. Inga underarter finns listade i Catalogue of Life.